# Ante Peko
Ante Peko, bivši savezni nogometni sudac, instruktor i kontrolor suđenja. Bio je nadomak i A liste 1. savezne lige SFRJ. Na testiranju se teže ozlijedio što mu je zaustavilo napredak u karijeri. 1980. godine sa skupinom aktivista osnovao je NK Ljuti Dolac, za koji je dugo poslije napisao i himnu. Nije se slagao s nečasnim radnjama u bh. nogometu. Kad je negativnom ocjenom ocijenio glavnog suca koji je grubo oštetio Velež, što je odgovaralo protivniku na toj utakmici Olimpiku koji se tada spašavao u 1. ligi FBiH, za zelenim su stolom poništili njegovu ocjenu. Revoltiran zbog nepoštivanja njegova autoriteta kao sudačkog kontrolora, napustio je nogomet.